# كريس كروكر (لاعب كرة قدم أمريكية)
كريس كروكر (بالإنجليزية: Chris Crocker)‏ هو لاعب كرة قدم أمريكية أمريكي، ولد في 9 مارس 1980 في نورفولك في الولايات المتحدة.

## وصلات خارجية
- كريس كروكر على موقع مرجع كرة القدم المحترفة.كوم (الإنجليزية)